# جون كافلارس
جون كافلارس (بالإنجليزية: John J. Kavelaars)‏ ، هو عالم فلك كندي كان جزءاً من الفريق الذي اكتشف العديد من أقمار كواكب المشتري و زحل و أورانوس و نبتون .

## دراسته
درس كافلارس في ثانوية جلينكو في مقاطعة جلينكو، أونتاريو ، جامعة غويلف كما درس أيضاً في وجامعة كوينز في كنغستون ، أونتاريو. 

## عمله
يعمل كافلارس حالياً كمدرس علم الفلك في جامعة دومينيون للفيزياء الفلكية في ولاية فيكتوريا في كولومبيا البريطانية .
في أثناء عمله كان مسؤولاً عن اكتشاف حوالي عشرون قمراً لكواكب لزحل ، أورانوس و نبتون بالإضافة إلى المشتري و كواكب أخرى. 
من الأقمار التي اكتشفها:
- هيرس.

## جوائز
تمت تسمية الكوكب كافلارس 154660 نسبةً إليه وذلك تكريماً له على اكتشافاته ومجهوداته من قبل زميله العالم الفلكي دافيد بالام و ذلك بتاريخ 1 يونيو 2007 للميلاد.

## وصلات خارجية
- سيرة ذاتية في العام 2003
- صفحته الخاصة في موقع المرصد الفلكي